# Carso Refosco dal peduncolo rosso
Il Carso Refosco dal peduncolo rosso è un vino DOC la cui produzione è consentita nelle province di Gorizia e Trieste.

## Caratteristiche organolettiche
- colore: rubino, abbastanza intenso
- odore: caratteristico, gradevole, fruttato
- sapore: asciutto, caratteristico, armonico

## Produzione
Provincia, stagione, volume in ettolitri
- Gorizia  (1996/97)  79,1